# El caballero de Barajas
El caballero de Barajas es una comedia musical en tres actos de José López Rubio, con música de Manuel Parada, estrenada en 1955.

## Argumento
Fernando, con la ayuda de su amigo Indalecio, se apropia de la voz de su jefe el cantante Fabiani. Con tan preciado tesoro, recorre los locales de ocio de la ciudad enriqueciéndose con la música, hasta que la voz comienza a abandonarle.

## Estreno
- Teatro Alcázar. Madrid, 23 de septiembre de 1955.
  - Intérpretes: Ana María Alberta, Miguel Ligero Rodríguez, Luis Sagi-Vela, Luisa de Córdoba.